# Carl Behrman
Carl Behrman, född 13 september 1935 i Stockholm, död 17 september 2006, var en svensk jurist som var lagman i Katrineholms tingsrätt från 1974 till 1989.
Behrman blev juris kandidat vid Uppsala universitet 1960 och genomförde sin tingstjänstgöring 1960–1963 innan han blev fiskal i Svea hovrätt 1964-1970. Han var rådman i Katrineholms tingsrätt 1972–1989  och därefter lagman där 1990-1999. 
Behrman var son till häradshövding Walter Behrman och hans maka Gunhild, född Karlström. Han var gift från 1959 med Margareta, adjunkt, född Calderon 1936.